# György Szalai
György Szalai, född 14 februari 1951 i Gádoros, är en ungersk före detta tyngdlyftare.
Szalai blev olympisk bronsmedaljör i 110-kilosklassen i tyngdlyftning vid sommarspelen 1980 i Moskva.